# HMS Hermes (1898)
L'HMS Hermes è stato un incrociatore protetto britannico di classe Highflyer, in servizio con la Royal Navy dal 1899 al 1914. Convertito in portaidrovolanti, affondò durante la prima guerra mondiale.

## Servizio
Ordinato nel 1897, l'Hermes fu varato nel 1898 e completato nel 1899. Durante la sua storia operativa antebellica, fu di stanza prima nelle Indie orientali britanniche (1899-1907), poi in Sudafrica (1907-1913). Nel 1909 si unì alle ricerche del piroscafo scomparso Waratah, senza risultati. Nel 1913 venne richiamato in patria; l'Ammiragliato Britannico, deciso a sostituire le navi più datate, predispose l'Hermes per il trasporto sperimentale di idrovolanti, che la nave trasportò attraverso il canale della Manica per alcuni viaggi di prova nel 1913.
Messo in disarmo alla fine dell'anno, venne rimesso in servizio pochi mesi più tardi per lo scoppio della prima guerra mondiale. Essendo ormai una nave obsoleta, non venne destinata ai principali fronti di guerra ma al semplice rifornimento della Francia. Effettuò l'ultima traversata il 30 ottobre 1914, giungendo a Dunkerque in serata; il giorno successivo salpò per l'Inghilterra, ma pochi minuti più tardi ricevette un avviso di pericolo che segnalava la presenza di sottomarini tedeschi nella zona. La nave tentò quindi di rientrare in porto, ma a poche centinaia di metri dalla costa francese venne sorpresa dal sottomarino nemico U-27, che la silurò. L'Hermes affondò subito, con la perdita di 22 uomini dell'equipaggio.